# Septimontium
Septimontium (von lateinisch septem „sieben“ und mons „Berg, Hügel“) war ein aus der Frühzeit der römischen Republik stammender Festtag der Bewohner der Stadthügel von Rom. Er wurde am 11. Dezember gefeiert. Hinsichtlich des genauen Datums besteht keine völlige Einigkeit. Alternativ wurde ein Termin im September oder Ende Dezember angenommen.
Es ist klar, dass der Name sich von sieben Hügeln im alten römischen Stadtgebiet ableitet, doch um welche es sich genau handelte, bleibt unklar. Es handelte sich vermutlich nicht um die bei Varro bekannten Sieben Hügel Roms (Aventin, Kapitol, Caelius, Palatin, Viminal, Quirinal und Esquilin).
Nach Festus, der sich auf Marcus Antistius Labeo berief, waren namengebend: Palatium, Velia, Fagutal, Subura, Germalus, Caelius, Oppius und Cespius. Offenbar handelt es sich um acht „Berge“. Die hier genannte Subura, die kaum als Hügel anzusprechen ist, wird daher nicht gezählt. Palatium und Germalus waren Kuppen des Palatin, Oppius, Cespius und Fagutal Teile des Esquilin. Daher bildete das nach Festus von dem Festzug umzogene Gebiet nur einen Teil des späteren Stadtgebiets, nämlich Palatin, Velia, Caelius und Esquilin.
Nach Plutarch war der Ursprung des Festes die Erinnerung an den Einschluss des siebten Hügels in das Stadtgebiet. Am Tag des Septimontium durften ihm zufolge Lasttiere von der Arbeit ausruhen. Der Feiertag war kein allgemeiner und öffentlicher Feiertag des römischen Volkes, sondern galt nur für die Bewohner der Hügel (montani) und erschien daher auch nicht in den Staatsfasten.
Nach Varro war Septimontium der ursprüngliche Name Roms, doch wird dies heute als nachträgliche Konstruktion antiker Gelehrter abgelehnt.